# استجابة وعائية مبهمية
نوبة مبهمية أو استجابة وعائية مبهمية أو نوبة وعائية مبهمية (يطلق عليها أيضًا الإغماء العصبي القلبي) هي توعك بواسطة العصب المبهم، عندما تؤدي إلى الإغماء أو «الغيبوبة» يطلق عليها الإغماء الوعائي المبهمي، وهي أكثر أنواع الغيبوبة شيوعًا، الإغماء الوعائي المبهمي يُكتشف بكثرة عند فئتي اليافعين وكبار الراشدين.
يوجد متلازمات إغمائية مختلفة تنضوي تحت مظلة الإغماء الوعائي المبهمي، العنصر المشترك بين هذه الحالات هي الآلية المركزية التي تؤدي إلى فقدان الوعي، والاختلاف بينهم في العوامل التي تفضي إلى هذه الآلية.

## العلامات والأعراض
وقائع الاستجابة الوعائية المبهمية نموذجيًا متكررة، وتحدث غالبًا عندما يتعرض الشخص المستعد لها إلى مثير محدد.
قبل فقدان الوعي يمر الفرد في أغلب الأوقات بعلامات وعوارض مبكرة مثل: الدوار، الغثيان، الإحساس بالحر أو بالبرد الشديدين (مصحوب بالتعرق)، رنين في الأذن (طنين)، شعور غير مريح في القلب، أفكار مشوشة، اختلاط، عدم قدرة طفيفة على الكلام/تكوين الكلمات (مُدمجة أحيانًا مع تأتأة خفيفة)، ضعف واضطرابات بصرية على سبيل المثال الأضواء تبدو أسطع، رؤية ضبابية أو نفقية، بقع سوداء مثل السحاب في الرؤية، كذلك الشعور بالعصبية من الممكن أن يحدث. تدوم العوارض لثوانٍ قليلة قبل فقدان الوعي (إذا فُقد) والذي يحدث إجمالًا عند الاعتدال أو الوقوف.
عندما يفقد المعانون وعيهم يسقطون (ما لم يُعاق هذا السقوط) وفي هذه الوضعية جريان الدم الفعال للدماغ يُعاد مباشرة سامحًا للشخص استرجاع وعيه، إذا لم يسقط الشخص بشكل مستوٍ كامل (وضعية الاستلقاء) وبقي الرأس أعلى من مستوى الجذع يمكن أن تحدث حالة شبيهة بالنوبة الصرعية بسبب عدم قدرة الدم على العودة بسرعة إلى الدماغ، الخلايا العصبية في الجسم ستطلق السيالات العصبية بشكل صرعي مسببة عمومًا انتفاض العضلات بشكل طفيف جدًا لكن غالبًا ما تبقى مشدودة.
يحدث الإغماء نتيجة فقدان وصول الأوكسجين إلى الدماغ.
الحالة الوظيفية للجهاز العصبي المستقل (انظر أدناه) المؤدية لفقدان الوعي يمكن أن تستمر لدقائق عديدة لذلك:
- إذا حاول المعانون الجلوس أو الوقوف عندما يستيقظون من الممكن أن يفقدوا وعيهم مجدداً.
- من الممكن أن يكون الشخص مغثي، شاحب، عرقان لدقائق أو ساعات عديدة.

## السبب
الإغماء الوعائي المبهمي يحدث استجابة لمؤثر مع قصور متناظر لأجزاء الجهاز العصبي التي تنظم معدل ضربات القلب والضغط الدموي، عندما يبطؤ معدل ضربات القلب ينخفض الضغط الدموي مما يؤدي إلى شح الدم الواصل إلى الدماغ مسببًا الإغماء والاختلاط.
المؤثرات النموذجية للنوبات الوعائية المبهمية تتضمن:
- الجلوس باعتدال أو الوقوف المطولان.
- بعد أو أثناء التبول (غشي التبول).
- الوقوف بشكل سريع (نقص ضغط الدم الانتصابي).
- أثناء أو بعد إجراءات الخزعة.
- الإجهاد المتعلق مباشرة بالرضح.[7]
- الرضح.
- متلازمة تسارع معدل ضربات القلب الموضعي الانتصابي: نوبات متعددة مزمنة يمر بها عدة مصابين مشخصين بهذه المتلازمة يوميًا، تظهر هذه النوبات عمومًا عند الوقوف.
- أية مؤثرات أليمة أو مزعجة مثل:
  - الرضح (مثال: ضرب العظمة الطريفة لأحدهم).
  - مشاهدة أو اختبار الإجراءات الطبية (مثل بزل الوريد أو الحقن).
  - الضغط العالي على أو حول منطقة الصدر بعد تمرين مجهد.
- مغص الطمث الشديد.
- الحساسية إلى الألم.
- التهييج أو المنبهات مثل: الجنس، الوخز، الأدرينالين.
- البدء المفاجئ للانفعالات الشديدة.
- قلة النوم.
- الجفاف.
- الجوع.
- التعرض لدرجات الحرارة العالية.
- في الرعاية الصحية مثل: الرعاية التمريضية كالاجراءات الإصبعية المستقيمية (تحرير الانحشار بواسطة الاصبع).
- بدايات عشوائية للأعراض بسبب اختلالات العصب.
- الضغط على أماكن معينة في الحلق والجيوب والعيون (تعرف أيضًا بتنشيط المنعكس المبهمي عندما يُؤَد سريريًا).
- استخدام مخدرات معينة تؤثر على الضغط الدموي مثل: الكوكائين، الكحول، الحشيش، الأنشقة، الأفيون.[8]
- منظر الدم.[9]
- مستوى السيروتونين/أدوية مثبطات استرداد السيروتونين الانتقائية.[10]
- البلع.[11]
- انخفاض السكر في الدم (أقل شيوعًا).[12]
- المجال المغناطيسي المتغير مع الوقت (مثال: التحفيز المغناطيسي بطريق الجمجمي).[13] (e.g., تحفيز مغناطيسي للدماغ)

## الفزيولوجيا المرضية
بغض النظر عن المؤثر، آلية الإغماء متشابهة في متلازمات الإغماء الوعائي المبهمي المتنوعة.
نواة السبيل المفرد الموجودة في جذع الدماغ تُنَشَّط بشكل مباشر أو غير مباشر عن طريق المنبه المؤثر مسببة استحثاث متزامن لوتيرة الجهاز العصبي اللاودي (مبهمي) وانحسار لوتيرة الجهاز العصبي الودي.
هذا ينتج طيف من الاستجابات الحركية الدموية:
- إحدى أطراف هذا الطيف الاستجابة المثبطة للقلب التي تتصف بانخفاض معدل ضربات القلب (تأثير سلبي على الميقاتية) وانخفاض القلوصية (تأثير سلبي أيوني) اللذان يؤديان إلى نقصان نتاج القلب بشكل مؤثر كاف لفقد الوعي.
- يُعتقد أن هذه الاستجابة تنتج في الأصل من استحثاث وتيرة الجهاز العصبي اللاودي.
- الطرف الآخر من الطيف هو استجابة التخميد الوعائي بسبب انخفاض الضغط الدموي (قد يصل الانخفاض إلى 20/80) بدون تغير كبير في معدل ضربات القلب. وتحدث هذه الظاهرة بسبب توسع الأوعية، من المحتمل أن تكون ناتجة من انحسار وتيرة الجهاز العصبي الودي.
- أغلبية الناس المصابين بالإغشاء الوعائي المبهمي يمتلكون استجابة متباينة في مكانٍ ما بين طرفي هذا الطيف المؤدي إلى هذه الاستجابات الفزيولوجية هو منعكس بيزولد-ياريش.

## التشخيص
بالإضافة إلى الآلية الموصوفة أعلاه، عدد من الحالات الطبية الأخرى من الممكن أن تؤدي إلى الإغماء. يعد إيجاد التشخيص الصحيح لفقدان الوعي من أصعب التحديات التي يواجهها الطبيب. إن محور تشخيص الإغشاء الوعائي المبهمي يستند على وصف المريض الواضح للنمط النموذجي للمؤثرات والأعراض والمسار الزمني. إنه لمن الصلة بمكان التمييز بين الدوار والنوبات الصرعية ونقص سكر الدم كأسباب أخرى. دقة التشخيص في المرضى المعانين من الإغشاء الوعائي المبهمي بشكل متكرر ممكن أن تتحسن مع أحد هذه الاختبارات التشخيصية:
- اختبار الطاولة الميالة (النتائج يجب أن تفسر في سياق الاستعلانات السريرية للمريض وفهم حساسية ونوعية الاختبار).[14]
- وضع مسجل حلقي مُدخل.
- مِنظر هولتر أو منظر الحدث أو مِنْطَر تخطيط كهربية القلب السامح بالتجول.
- مخطط صدى القلب.
- دراسة فيزيولوجية كهربية.

## المعالجة
يركز علاج الإغشاء الوعائي المبهمي على تجنب المُؤثرات واستعادة جريان الدم إلى الدماغ أثناء النوبة وشيكة الحدوث وتدابير لقطع أو إيقاف آلية الفيزيولوجيا المرضية الموصوفة أعلاه.
- حجر الأساس في المعالجة هو تجنب المؤثرات المعروفة لدى الشخص المؤدية إلى حدوث الإغماء لكن هناك تقدم جديد في مجال الأبحاث النفسية أظهرت أن المرضى يظهرون انخفاض كبير في الإغماء الوعائي المبهمي من خلال تمارين مواجهة المؤثر بمساعدة معالجين إذا كان المؤثر عقلي أو عاطفي مثل منظر الدم.[15]

لكن إذا كان المؤثر دواء معين فتجنبه هو العلاج الوحيد.
- لأن الإغماء الوعائي المبهمي يسبب نقصان في الضغط الدموي استرخاء كامل الجسم كطريقة للتجنب غير مناسبة.

يستطيع المريض أن يحرك أو يقاطع رجليه ويستطيع شد عضلات رجليه كي يحافظ على الضغط الدموي من الهبوط بشكل كبير قبل تأثير المؤثر.
- قبل بدء أحداث المؤثرات المعروفة يمكن للمريض أن يزيد استهلاك الأملاح والسوائل ليزيد حجم الدم، المشروبات الرياضية أو المشروبات مع الكهارل بالتحديد قد تكون مجدية.
- قطع استخدام الأدوية المؤدية إلى خفض ضغط الدم قد يكون مجديًا، لكن إيقاف الأدوية الخافضة لضغط الدم ممكن أن يكون خطيرًا عند بعض الناس.
- أخذ الأدوية الخافضة لضغط الدم قد يفاقِم الإغماء؛ لأن فرط ضغط الدم قد يكون وسيلة الجسم لتعويض نقص الضغط الدموي.
- يجب أن يُعلم المرضى كيفية الاستجابة لنوبات الإغماء الإضافية خصوصًا إذا كانوا يمرون بعلامات تحذيرية بادرية:
  - يجب عليهم أن يستلقوا ويرفعوا أقدامهم أو على الأقل يخفضوا رؤوسهم ليزيد جريان الدم إلى الدماغ.
  - إذا فقد الشخص الوعي يجب أن يوضع بوضع الاستلقاء ورأسه ملتف إلى الجانب، والملابس الضيقة يجب أن تُرخى.
  - إذا عُرف العامل المُثير يجب أن يُزال إذا كان ذلك ممكنًا على سبيل المثال سبب الألم.
- ارتداء جوارب الضغظ المتدرج قد يكون مجديًا.
- يوجد تمارين انتصابية معينة ثَبُت أنها تحسن من أعراض المرضى الذين يعانون من الإغشاء الوعائي المبهمي بشكل متكرر، تقنية يطلق عليها «التوتر التطبيقي» -و التي تتضمن تعلم كيفية شد عضلات الجذع والذراع والساق- فعالة في الإغماء الوعائي المبهمي.
- هناك أدوية معينة قد تكون أيضًا مجدية:
  - محصر المستقبلات البيتا (مناهضات البيتا الأدرينية) كانت أكثر الأدوية تُعطى للمرضى لكن أظهروا عدم فعاليتهم في دراسات متنوعة ولم يعودوا يوصفوا من قبل الأطباء كعلاج، بالإضافة إلى ذلك من الممكن أن يسببوا الإغماء من خلال خفض الضغط الدموي ومعدل ضربات القلب.[16][17]
  - الأدوية الأخرى التي يمكن أن تكون فعالة: منبهات الجهاز العصبي المركزي[18]، فلودروكورتيزون، ميدودراين، SSRI[19] مثل: (باروكسيتين أو سيرترالينو disopyramide)، ضمن محيط الرعاية الصحية حيث الإغماء متوقع يعطى أتروبين وإبينيفرين (أدرينالين).[20] (ميدودراين: Midodrine)
- وضع ناظمة دائمة للناس المعانين من الاستجابة المثبطة للقلب كشكل للإغماء الوعائي المبهمي قد تكون مفيدة أو حتى سبيل للعلاج.[21]
- أنواع العلاج طويل الأمد لمرضى الإغماء الوعائي المبهمي تتضمن:[14]
  - عوامل طليعة التحميل.
  - الأدوية المسببة تقلص الأوعية الدموية.
  - مضادات الكولينيات.
  - Negative Cardiac Ionotropes
  - عوامل مركزية.
  - جهيزة ميكانيكية.

## توقعات سير المرض
الفترات الموجزة من اللاوعي غير مؤذية ومن النادر أن تكون أعراض مرض، الخطر الرئيسي من الإغشاء الوعائي المبهمي (أو فواصل الدوخة بسبب الدوار) هو السقوط في حالة غياب الوعي.
العلاج بالأدوية من الممكن أن يوقف الاستجابات الوعائية المبهمية المستقبلية، لكن الأدوية غير فعالة عند قسم من الأشخاص وسيستمرون بالمعاناة من نوبات الإغماء.